# Église Saint-Gervais-Saint-Protais de Langon
Pour les articles homonymes, voir Église Saint-Gervais-Saint-Protais et Église Saint-Gervais.
L'église Saint-Gervais-Saint-Protais de Langon est une église catholique située dans la commune de Langon, dans le département de la Gironde, en France.

## Localisation
L'église se trouve dans les quartiers nord de la ville, entre la rue Saint-Gervais et les bords de la Garonne.

## Historique
Sur la base d'une simple nef et d'un chevet plat du XIIIe siècle, l'édifice a évolué jusque vers la fin du  XVe siècle. Partiellement détruit en 1576 par les huguenots (à la fin de ce qui a été la cinquième guerre de religion) puis en 1652 au cours de la Fronde, il est reconstruit et agrandi au milieu du XIXe siècle. Le clocher est, à quelques détails près, quasiment une reproduction de la tour Sud de la cathédrale de Chartres, à échelle réduite, ce qui donne au monument une silhouette élancée et majestueuse. L'édifice est inscrit au titre des monuments historiques par arrêté du 21 septembre 2006 en totalité.

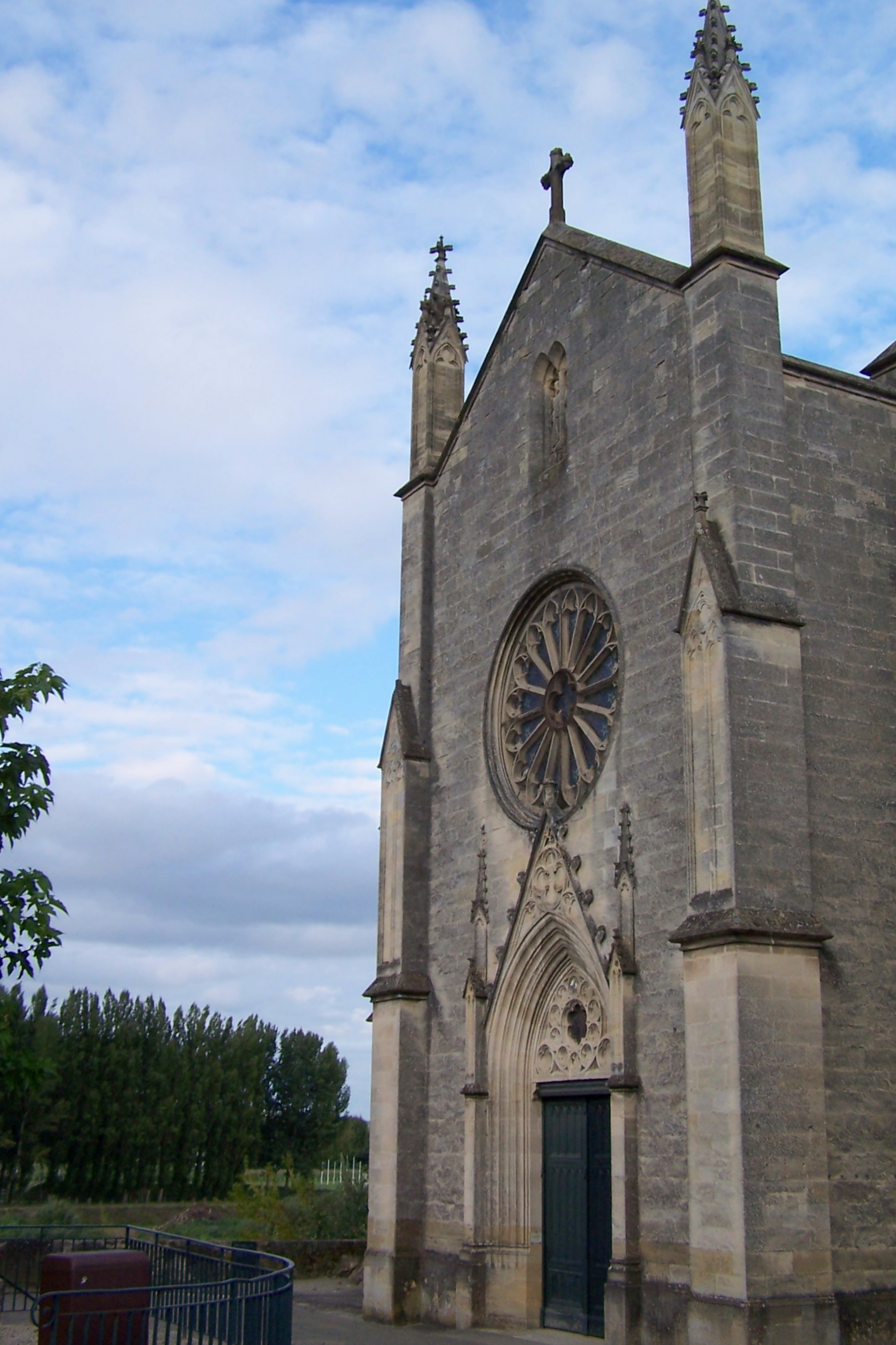
Façade ouest (sept. 2011)
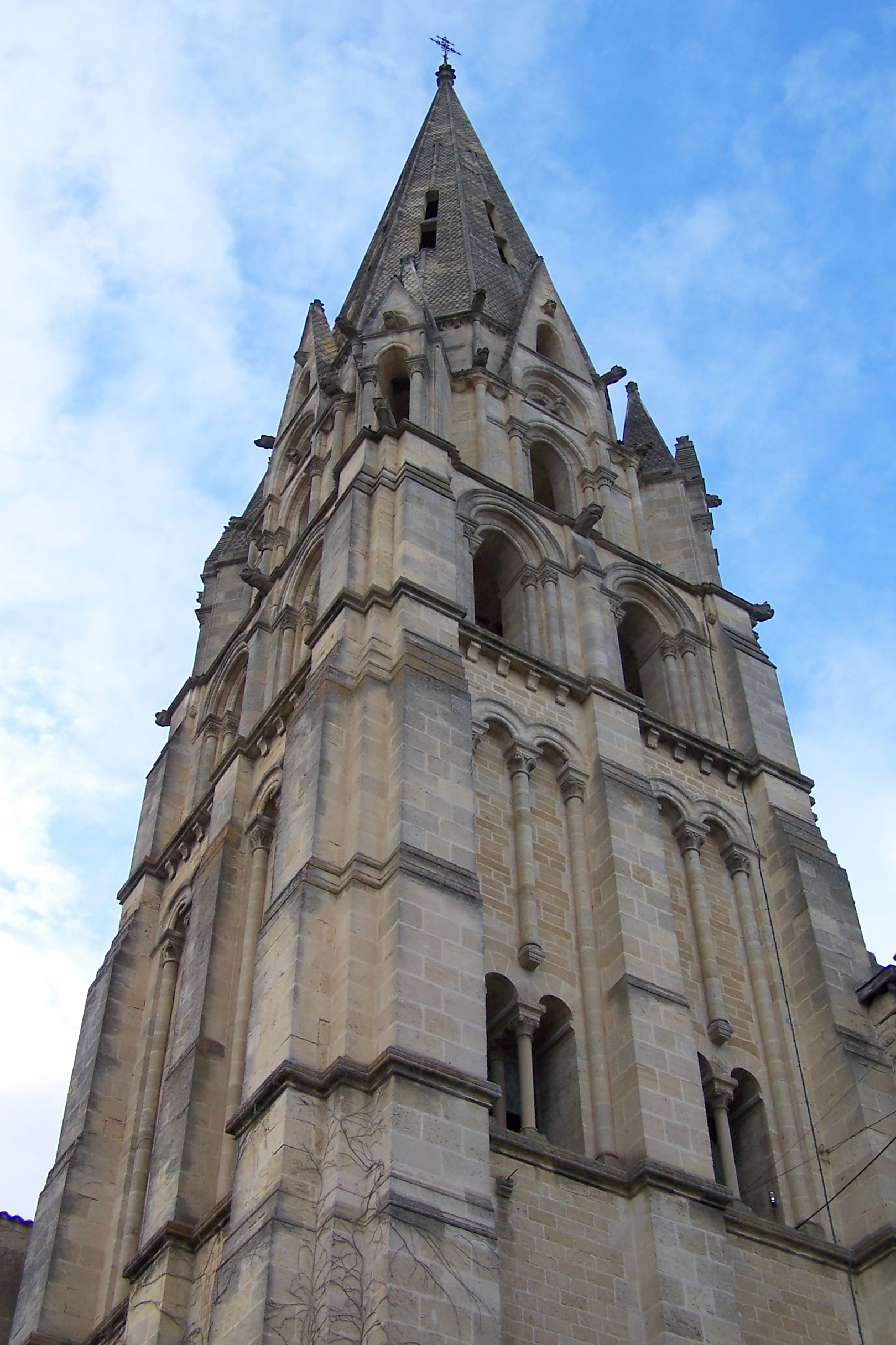
Le clocher (sept. 2011)
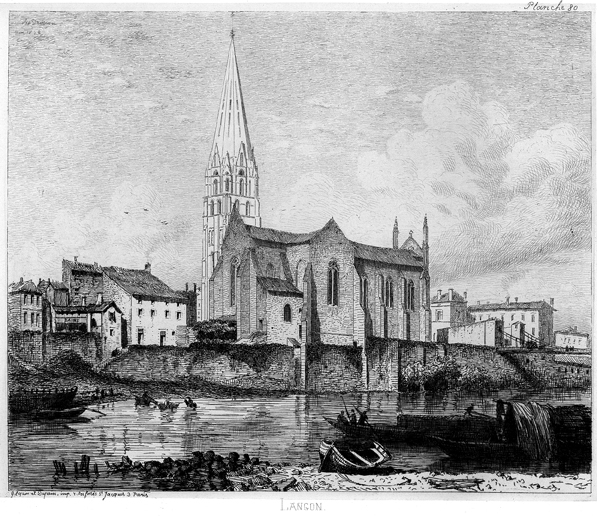
Gravure de Léo Drouyn (1862)